# Huselnykowe
Huselnykowe (ukr. Гусельникове) – wieś na Ukrainie, w obwodzie donieckim, w rejonie kalmiuskim, od 2014 pod kontrolą marionetkowej, zależnej od Rosji Donieckiej Republiki Ludowej. W 2001 liczyła 636 mieszkańców.